# Receptor de dopamina D1
El receptor de dopamina D1, también conocido como DRD1, es un receptor de la membrana celular y uno de los dos tipos de la familia de receptores similares a D1: los subtipos D1 y D5. Es una proteína que en humanos está codificada por el gen DRD1. Los subtipos tienen una afinidad por la dopamina que es diferente, el receptor D5 muestra hasta 10 veces mayor afinidad que el receptor D1.

## Distribución
Los receptores D1 son del tipo de receptor de dopamina más abundante en el sistema nervioso central.
La transferencia Northern y l hibridación in situ muestran evidencias que la expresión de ARNm del DRD1 es más alta en el cuerpo estriado dorsal (caudado y putamen) y en el cuerpo estriado ventral (núcleo accumbens y tubérculo olfatorio). Niveles menores se encuentran en la amígdala, la corteza cerebral, el septo, el tálamo y el hipotálamo.

## Función
Los receptores D1 regulan la memoria, el aprendizaje y el crecimiento de neuronas, también se utilizan en el sistema de recompensa y la actividad locomotora, mediando algunos comportamientos y modulando eventos asociados al receptor de dopamina D2.
Desempeñan un papel en la adicción al facilitar los cambios de expresión génica que se producen en el núcleo accumbens durante el uso de sustancias adictivas.
El receptor está acoplado a Gs/a y pueden estimular las neuronas mediante la activación indirecta de la proteína quinasa dependiente de AMP cíclico.

## Síntesis
El gen DRD1 se expresa principalmente en el putamen caudado en humanos, y en el putamen caudado, el núcleo accumbens y el tubérculo olfativo en ratón.

## Ligandos
Hay una serie de ligandos selectivos para los receptores D1. La mayoría de los ligandos conocidos se basan en estudios con la dihidrexidina o con el agonista parcial prototípico benzazepina SKF-38393 (siendo un derivado el antagonista prototípico SCH-23390). El receptor D1 tiene un alto grado de homología estructural con otro receptor de dopamina, el receptor D5, y ambos se unen a fármacos similares. Como resultado, ninguno de los ligandos ortostéricos conocidos es selectivo para el receptor D1 frente al D5, pero las benzazepinas generalmente son más selectivas para los receptores D1 y D5 en comparación a la familia similar a D2. Algunas de las benzazepinas tienen una alta actividad intrínseca mientras que otras no. En 2015, se descubrió el primer modulador alostérico positivo para el receptor D 1 humano mediante un cribado de alto rendimiento.

### Agonistas

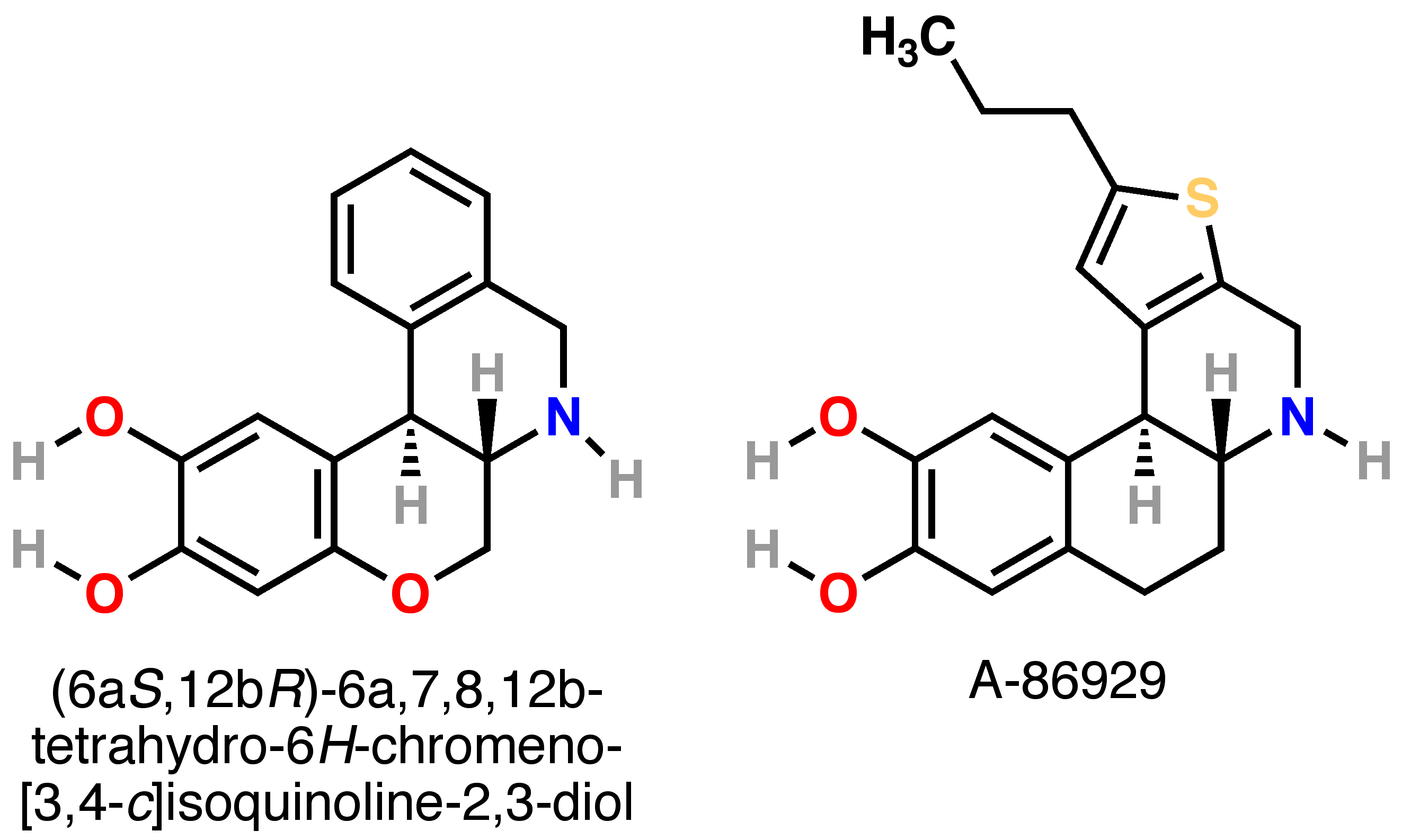
Estructuras químicas de agonistas selectivos de los receptores D_{1}.

Varios agonistas del receptor D1 se usan en casos clínicos. Estos incluyen la apomorfina, pergolida, rotigotina y tergurida. Todos estos fármacos son preferentemente agonistas receptores de tipo D2 . El fenoldopam es un agonista parcial selectivo del receptor D1 que no atraviesa la barrera hematoencefálica y se utiliza por vía intravenosa en el tratamiento de la hipertensión. La dihidrexidina y la adrogolida (ABT-431) (un profármaco de A-86929 con biodisponibilidad mejorada) son los únicos agonistas del receptor similar a D1 centralmente activos y selectivos que se han estudiado clínicamente en humanos. Los agonistas D1 selectivos producen efectos antiparkinsonianos profundos en humanos y modelos de la enfermedad de Parkinson en primates, y producen una mejora cognitiva en muchos modelos preclínicos y algunos ensayos clínicos. La característica que más limita la dosis es la hipotensión profunda, pero el desarrollo clínico se vio obstaculizado en gran medida por la falta de biodisponibilidad oral y la corta duración de la acción. En 2017, Pfizer hizo pública información sobre agonistas D1 no selectivos de catecol farmacéuticamente aceptables y que se encuentran en desarrollo clínico.

#### Lista de agonistas del receptor D1
- Derivados de dihidrexidina
  - A-86929 - agonista completo con selectividad 14 veces mayor para receptores similares a D 1 sobre D 2 [10][14][18]
  - Dihidrexidina: agonista completo con una selectividad de 10 veces para los receptores similares a D 1 sobre D 2 que ha estado en ensayos clínicos de fase IIa como potenciador cognitivo.[19][20] También mostró profundos efectos antiparkinsonianos en primates tratados con MPTP,[21] pero causó hipotensión profunda en un ensayo clínico inicial en la enfermedad de Parkinson .[10] Aunque la dihidrexidina tiene propiedades D 2 significativas, está muy sesgada en los receptores D 2 y se usó para la primera demostración de selectividad funcional[22] con receptores de dopamina.[23][24]
  - Dinapsolina: agonista completo con selectividad 5 veces mayor para los receptores similares a D1 sobre D 2 [10]
  - Dinoxilina: agonista completo con aproximadamente la misma afinidad por los receptores tipo D1 y D 2 [10]
  - Doxantrina - agonista completo con selectividad de 168 veces para receptores similares a D1 sobre D 2 [10]
- Derivados de benzazepina
  - SKF-81297 : selectividad de 200 veces para D1 sobre cualquier otro receptor[10]
  - SKF-82958 : selectividad de 57 veces para D1 sobre D 2 [10]
  - SKF-38393 : selectividad muy alta para D1 con afinidad insignificante para cualquier otro receptor[10]
  - Clozapina - agonista parcial de los receptores tipo D1 [25]
  - Fenoldopam : agonista parcial del receptor D1 periférico altamente selectivo que se usa clínicamente como antihipertensivo[10]
  - 6-Br-APB : selectividad de 90 veces para D1 sobre D2 [10]
- Otros
  - Stepholidine - alcaloide con propiedades agonistas D1 y antagonistas D2, que muestra efectos antipsicóticos
  - A-68930
  - A-77636
  - CY-208,243 : agonista parcial de alta actividad intrínseca con selectividad moderada para los receptores tipo D 1 sobre los receptores tipo D 2, miembro de la familia de ligandos de ergolina como la pergolida y la bromocriptina .
  - SKF-89145
  - SKF-89626
  - 7,8-Dihidroxi-5-fenil-octahidrobenzo[ h ]isoquinolina: agonista completo extremadamente potente y de alta afinidad[26]
  - Cabergolina : agonismo D 1 débil, altamente selectivo para D 2 y varios receptores de serotonina
  - Pergolida - (similar a la cabergolina) agonismo D 1 débil, altamente selectivo para D 2 y varios receptores de serotonina
  - Se ha descrito un agonista fotoconmutable de los receptores tipo D 1 (azodopa[27]) que permite el control reversible de la transmisión dopaminérgica en animales salvajes.

### Antagonistas
Muchos antipsicóticos típicos y atípicos son antagonistas de los receptores D1 además de los antagonistas de los receptores D2 . Pero la asenapina ha mostrado una mayor afinidad por el receptor D 1 en comparación con otros antipsicóticos. Ningún otro antagonista del receptor D 1 ha sido aprobado para uso clínico. Ecopipam es un antagonista selectivo del receptor similar a D 1 que se ha estudiado clínicamente en humanos para el tratamiento de una variedad de afecciones, que incluyen esquizofrenia, abuso de cocaína, obesidad, juego patológico y síndrome de Tourette, y se ha observado eficacia en algunas de estas afecciones. Sin embargo, el fármaco produjo depresión y ansiedad reversibles de leves a moderadas en estudios clínicos y aún no se ha completado el desarrollo para ninguna indicación.

#### Lista de antagonistas de los receptores D1
- Derivados de benzazepina
  - SCH-23,390 : selectividad de 100 veces para D 1 sobre D 5 [10]
  - Ecopipam (SCH-39,166): un antagonista selectivo de D 1 /D 5 que se estaba desarrollando como un medicamento contra la obesidad pero que se suspendió[10] Sin embargo, se ha mostrado prometedor en la reducción de la tartamudez y actualmente se encuentra en ensayos de fase 2 para este propósito.[28][29]

## Estructura
Se han determinado varias estructuras CryoEM de agonistas que se unen al receptor de dopamina D1 que hacen complejo con la proteína Gs heterotrimérica estimulante. El agonista interactúa con el dominio extracelular 2 y las regiones extracelulares de las hélices transmembrana 2, 3, 6 y 7. Las interacciones entre los agonistas basados en catecol y tres residuos de serina transmembrana, incluidos S1985.42, S1995.43 y S2025.46, funcionan como microinterruptores que son esenciales para la activación del receptor.

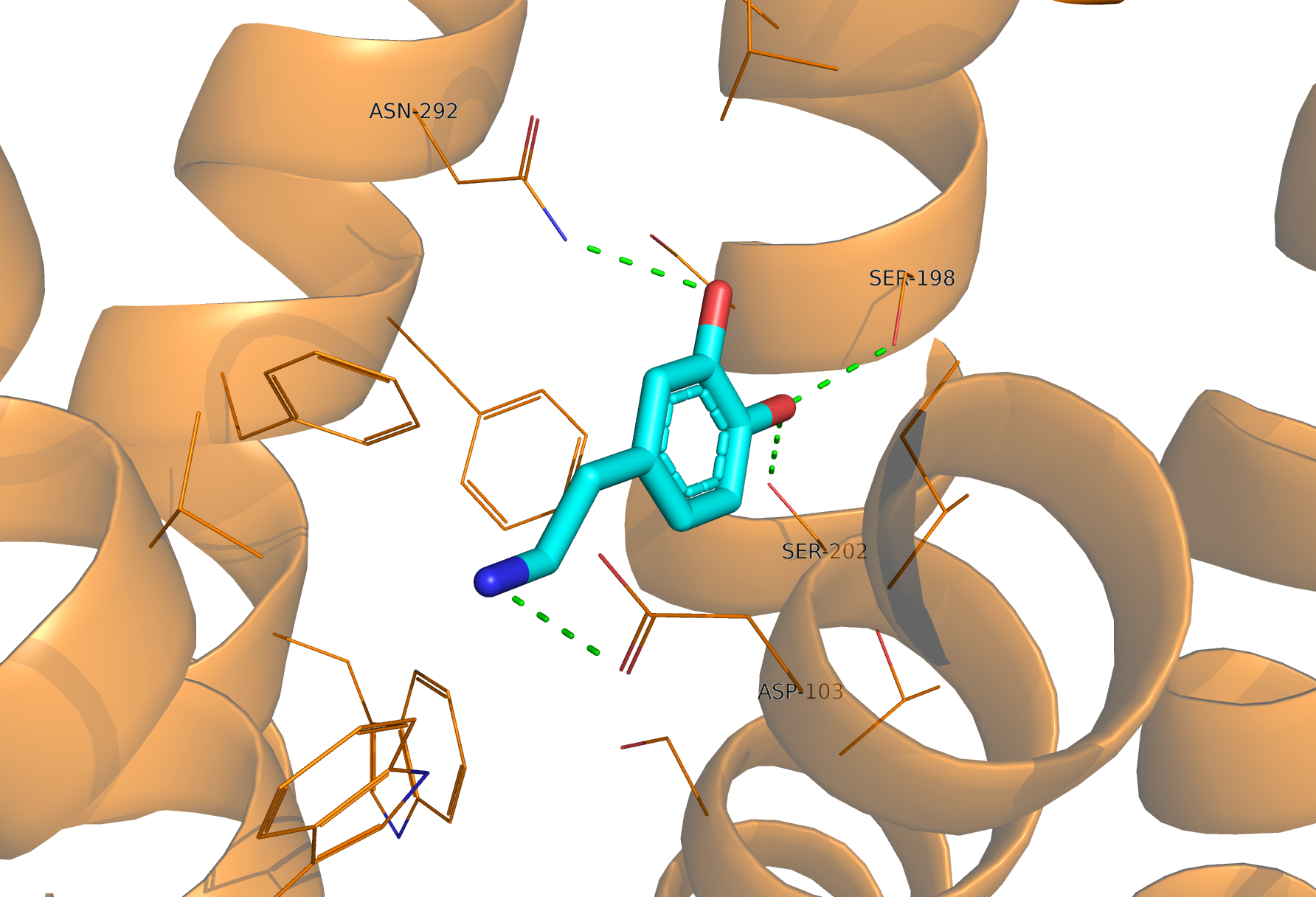
Estructura de dopamina D_{1} CryoEM en complejo con la dopamina (código PDB: 7LJD). El receptor de dopamina D_{1} en naranja, dopamina en azul, enlaces en verde.